# サンディエゴゼストFC
サンディエゴゼストFC（英語: San Diego Zest FC）は、米国4部サッカーリーグ「USLプレミアデベロップメントリーグ（以下USL League Two）」に所属する、現役大学サッカー部学生選手を主体とするカリフォルニア州サンディエゴのサッカーチーム。20年以上に渡るUSL League Twoの長い歴史の中で、サンディエゴを本拠地とするチームはこのサンディエゴゼストFCが初となった。チームは地元の日系企業「サンディエゴ・スポーツ・オーソリティー」により2016年に設立される。サンディエゴ史上初のチームとして、また史上初の日系企業オーナーのUSL League Two参入として、米国サッカー界では多方面にわたって話題を呼んだ。チームは地元の四年制大学「カリフォルニア大学サンディエゴ校」を本拠地とし、5月から8月に渡って活動する。

## 歴史

### 2016年
- 2016年、サンディエゴゼストFCは、「サンディエゴ・スポーツ・オーソリティー（以下SDSA）」によって設立された。SDSAはアメリカ合衆国カリフォルニア州サンディエゴに本社を置くスポーツマネジメント会社である。クラブ設立の構想は2014年からあり、地域サッカーレベルの向上と、アメリカのプロサッカーへの道を日本の学生選手たちにも開くことを目的に設立された。2016年1月21日、USL PDLがサンディエゴゼストFCとのフランチャイズ契約締結を発表し、ゼストは2016年シーズンからの参戦が決定した。この発表に際し、USL PDLのディレクターであるTodd Easonは次のように語った。「サンディエゴは以前からUSL PDLチーム設立のターゲットとなる都市であった。我々はSDSAがサンディエゴを素晴らしいサッカー都市へと導いてくれることに期待している。彼らと共に今後何十年と長く働けることを期待している。」
- クラブの初代監督には、トルコ出身のチェム・トントが就任。トントは、ユース年代にガラタサライSKに所属し、チームキャプテンを務めた経歴を持つ他、世代別のトルコ代表への選出歴もある。2016年現在は、チュラビスタ市の二年制大学サウスウェスタン大学の男子サッカー部監督を務める。
- 公式発表から2週間後の2016年2月6日には最初のトライアウトをマディソン高校にて行い、およそ30人の候補選手が参加した。その1週間後の2月13日にも同会場にて2回目のトライアウトを実施し、1回目を上回る60名の選手が参加した。シーズンが開幕する5月7日までには述べ250人の候補生たちが練習参加を通してゼストFCへの加入を目指した。
- 初年度となった2016年の戦績は14試合を通し8勝1敗5分。サウスウェスト地区2位/7チーム、西海岸地区3位/19チーム、プレーオフ進出と、華々しい戦績で初シーズンを飾る。なかでもシーズン終盤に迎えた7月9日のアウェー試合では、それまで2016年シーズンは無敗を誇った西海岸地区王者のFCトゥーソンを2ー1で破り、王者に初黒星を付ける。初戦以外負けることの無かったゼストFCは、最も無敗期間が長かったクラブとして、2016年シーズンのPDL記録に刻まれた。王者FCトゥーソンを破り歓喜に沸くサンディエゴゼストFCメンバー。

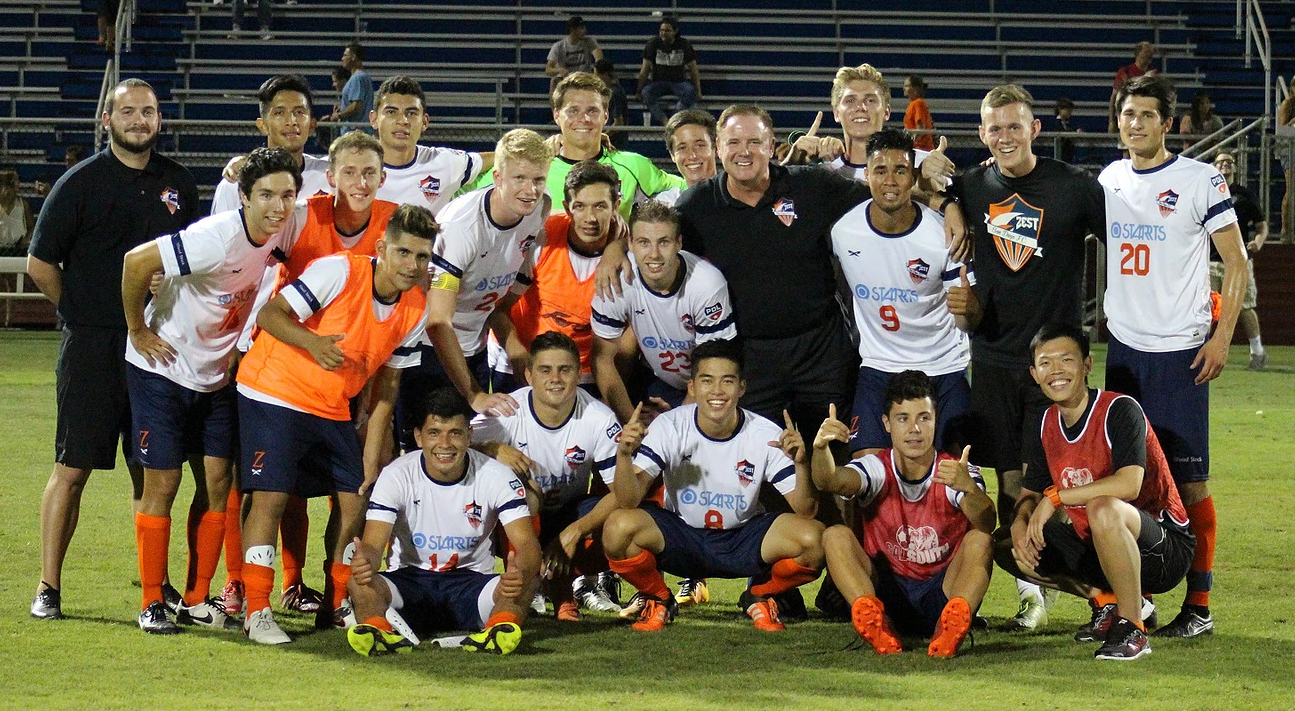
王者FCトゥーソンを破り歓喜に沸くサンディエゴゼストFCメンバー。

- 2016年7月6日には、当時J1リーグに所属していたアビスパ福岡と、選手の育成におけるパートナーシップを提携している。また、当時オーストリア2部に所属していたSVホルンがサンディエゴで実施したトライアウトには、ゼストFCの主力選手が8名招待され、参加者の中で唯一、ゼストFCのエリック・ホルト（カリフォルニア大学ロサンゼルス校）選手が、SVホルンのオーナーである本田圭佑との個別インタビューを受けた。

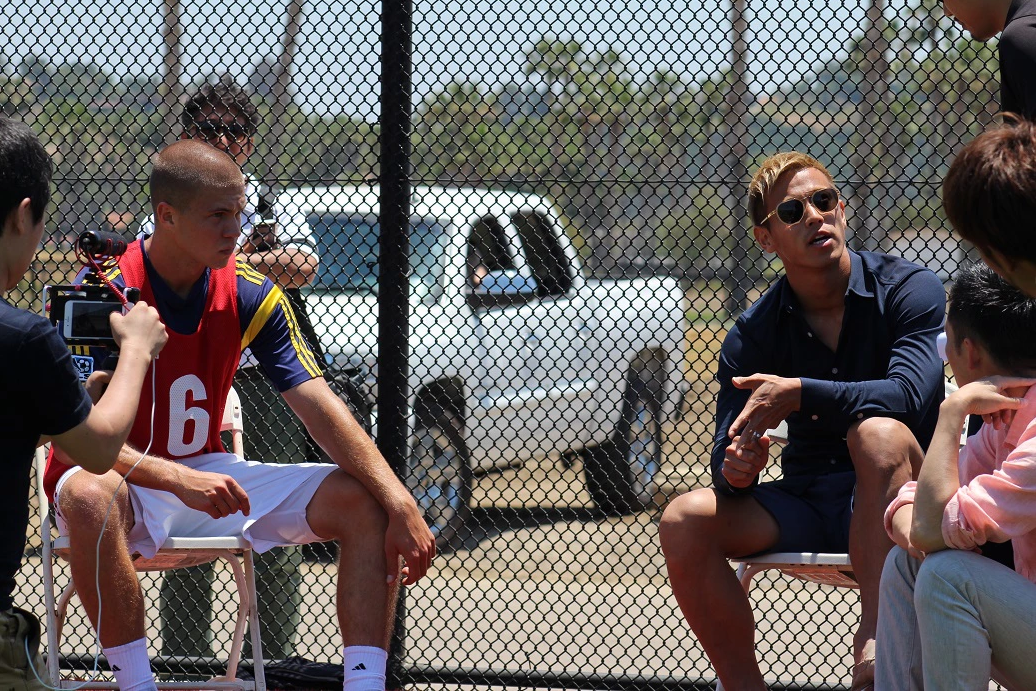
ゼストFCのエリック・ホルト（左）とSVホルンのオーナー本田圭佑（右）

### 2017年

#### 米国女子2部サッカーリーグWPSLへのクラブ設立
- 2017年5月、サンディエゴゼストFCは、米国女子2部に位置するWPSL（Women's Premier Soccer League）へのクラブ設立を発表した。クラブはサンディエゴゼストFCの女子チームとなるサンディエゴゼストFCウーマンの名のもと、PDLに続き日系資本としては史上初のWPSLクラブとして、2018年よりリーグに参戦する。

#### ラマーハントUSオープンカップへの出場
- 2017年5月、サンディエゴゼストFCは、クラブ発足から2年目にして早くもラマーハントUSオープンカップへの出場権を獲得した。ラマーハントUSオープンカップは、1914年から続き、米国サッカー界において最も長い歴史と伝統を誇る高いである。参加資格は、2部USLに所属するMLSの下部組織を除くプロクラブと、各アマチュアリーグの有望クラブに与えられる。米国内の大会では唯一、アマチュアクラブがプロクラブへの稜線件を得る場である（日本でいう天皇杯全日本サッカー選手権大会にあたる）。なお、サンディエゴゼストFCは同大会において、1回戦でUPSLに所属するL.A. Wolves FC相手に2-4の敗北を期している。

#### 米国男子5部ユナイテッド・プレミア・サッカー・リーグにセカンドチームを設立
- 2017年9月、サンディエゴゼストFCは、米国5部に位置するユナイテッド・プレミア・サッカー・リーグ（UPSL）にセカンドチームとなるサンディエゴゼストFC2を設立。成長著しいUPSLは、春と秋の2シーズンに渡ってリーグ戦を展開する。米国全土から80以上のクラブが加盟するUPSLには、元プロ選手を含む社会人選手を軸としたチームで構成される。UPSLで好成績を残したクラブは、USオープンカップへの出場権も獲得する。

#### モンテネグロ3部所属FKアドリアの共同オーナー就任
- 2017年10月、サンディエゴゼストFCは、モンテネグロ3部リーグに所属するFKアドリアの共同オーナーに就任。モンテネグロリーグでは昇格・降格システムが採用されており、2部からはプロリーグとなる。1部優勝クラブには、UEFAチャンピオンズリーグへの予備予選出場権が与えられる。1部リーグでの活躍が認められた選手の多くは、隣接のセルビアやクロアチアなどの強豪クラブ、更にヨーロッパの主要リーグの中堅クラブに引き抜かれ、そこを皮切りに、ビッグクラブへと移籍していく。日米間の架け橋構築に務めてきたゼストFCが、ヨーロッパへの橋渡しも視野に、事業を展開していくこととなった。

#### ロサンゼルス・ギャラクシー・サンディエゴとの提携
- 2017年11月、サンディエゴゼストFCは、メジャーリーグサッカーに所属するロサンゼルス・ギャラクシーを母体組織に持つロサンゼルス・ギャラクシー・サンディエゴとの提携を締結。この提携により、両クラブは協力し合い、サンディエゴをはじめ、アメリカ全土から世界に向けたサッカー熱を更に高めていくことに合意した。ギャラクシーと手を取り合った新生ゼストFCは、2018年のUSL PDLシーズンより、両クラブがコラボレートした新たなロゴを胸に刻み、シーズン戦に挑むこととなった。

#### 米国プロサッカー合同セレクションの実施
- 2017年12月、サンディエゴゼストFCは、アメリカサッカー界への選手輩出を目的とする米国プロサッカー合同セレクションを実施。米国2部USLに所属する4クラブに加え、モンテネグロ3部所属のFKアドリア、そしてSDSAの運営下にある米国4部所属のサンディエゴゼストFCが来日し、来シーズンに向けた戦力補強のためのスカウティングを行った。セレクションには、日本のみならず、韓国、カメルーン、ナイジェリアからも選手が参加。韓国からは代表経験を持つ選手が参加するなど、レベルの高い白熱したセレクションとなった。米国2部USLに所属する4クラブが出席

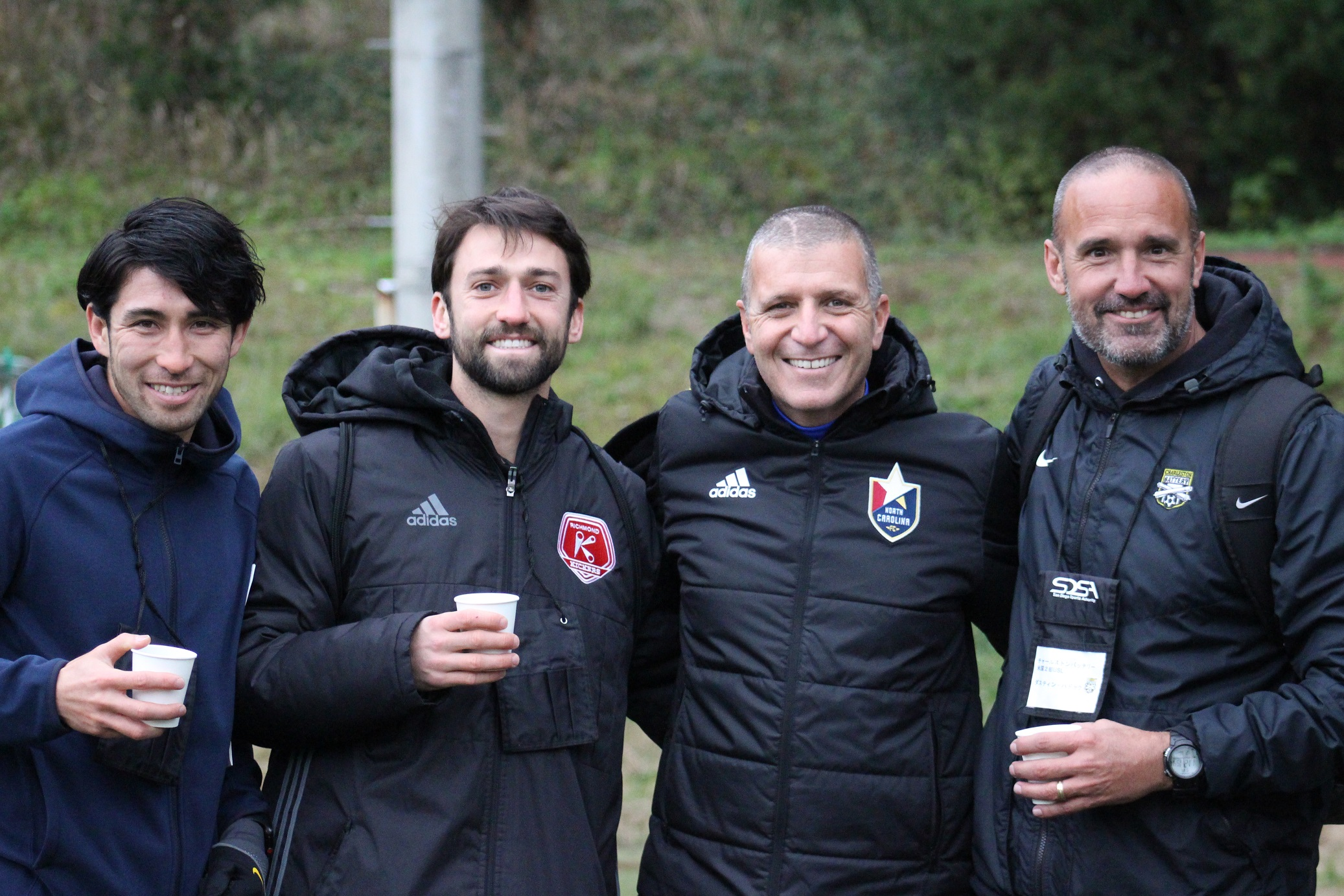
米国2部USLに所属する4クラブが出席

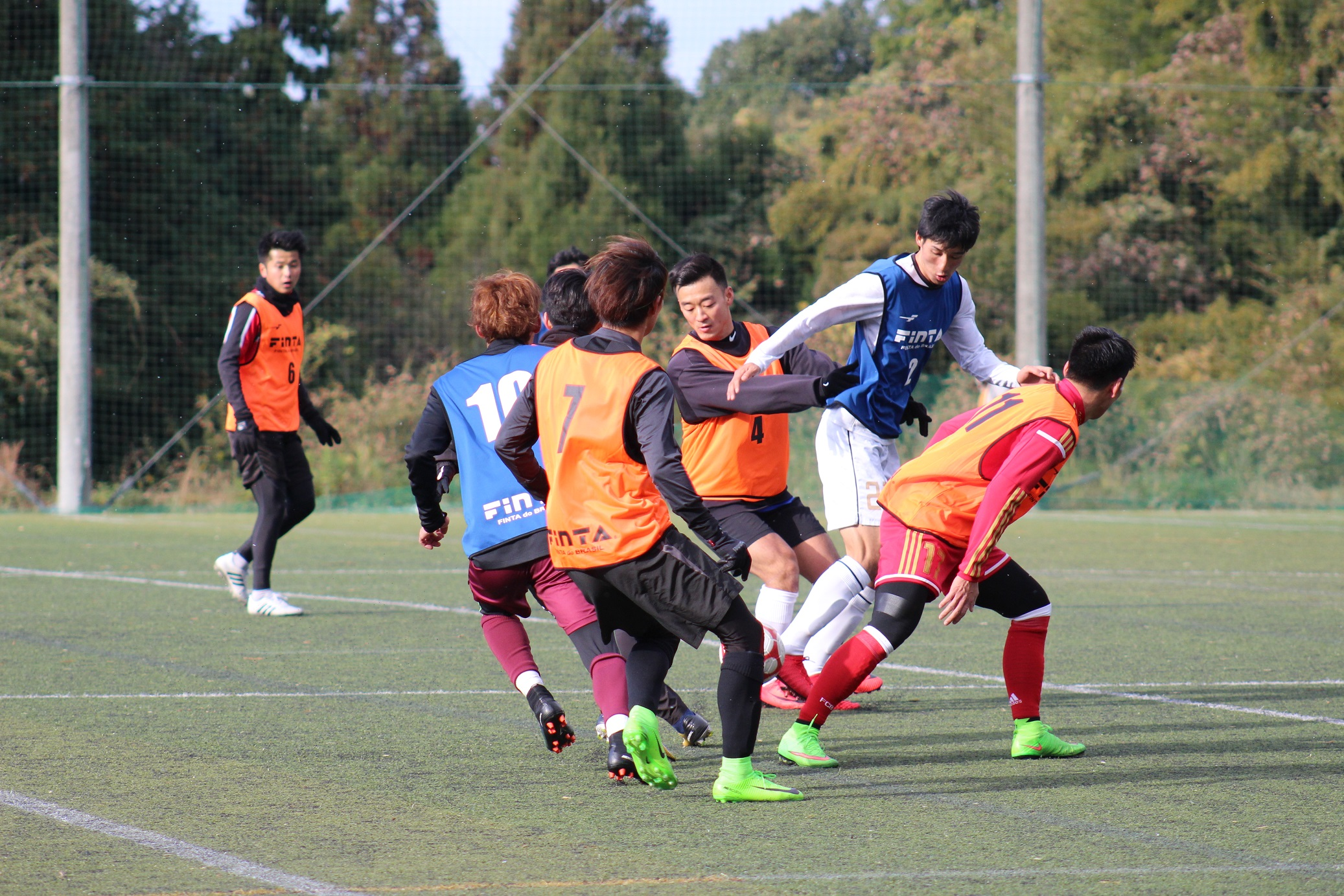
日本全国のみならず韓国からも選手が集結した日本史上初の試みとなった米国プロサッカー合同セレクション

## 成績
| Year | Division | League         | Regular Season        | Playoffs  | Open Cup  |
| ---- | -------- | -------------- | --------------------- | --------- | --------- |
| 2016 | 4        | USL PDL        | サウスウェスト地区2位 | 1回戦進出 | N/A       |
| 2017 | 4        | USL PDL        | サウスウェスト地区7位 | N/A       | 1回戦進出 |
| 2018 | 4        | USL PDL        | サウスウェスト地区8位 | N/A       | N/A       |
| 2019 | 4        | USL League Two | TBD                   | TBD       | N/A       |

## ヘッドコーチ
- Cem Tont (2016-2017) [1]
- Jaewoo Kim (2018-present)